# Kristian Knudtzon
Kristian Knudtzon, danski general, * 1888, † 1972.